# Operacja Doomsday
Operacja Doomsday – przeprowadzona w Norwegii od 9 maja do 4 września 1945 r. aliancka operacja wojskowa o charakterze policyjnym, mająca za zadanie nadzorowanie kapitulacji wojsk niemieckich po zakończeniu II wojny światowej w Europie oraz zapobieżenie sabotażowi ważnych obiektów wojskowych i cywilnych. Operacja była przeprowadzona przez brytyjską 1 Dywizję Powietrznodesantową oraz wspierające ją oddziały norweskie i amerykańskie.
Akt bezwarunkowej kapitulacji Niemiec został dostarczony 8 maja 1945 r. do gen. Franza Böhme, dowódcy sił Wehrmachtu stacjonujących w Norwegii, a 1 Dywizja Powietrznodesantowa wylądowała w pobliżu Oslo i Stavanger między 9 a 11 maja. Do ich obowiązków operacyjnych należały: przywrócenie na tron króla Norwegii Haakona VII, opieka nad byłymi alianckimi jeńcami wojennymi, aresztowanie zbrodniarzy wojennych i nadzorowanie oczyszczenia pól minowych. W trakcie operacji potwierdzono również śmierć żołnierzy brytyjskich wojsk powietrznodesantowych, którzy wzięli udział w operacji Freshman, nieudanej próbie zakłócenia niemieckiego programu atomowego w listopadzie 1942 r. W trakcie realizacji zadań dywizja napotkała sporadyczny niemiecki opór i wróciła do Wielkiej Brytanii pod koniec sierpnia 1945 roku, po czym została rozwiązana dwa miesiące później.
Ostatni niemiecki oddział w Norwegii poddał się na Spitsbergenie 4 września 1945 roku. Była to zarazem ostatnia kapitulacja II wojny światowej w Europie.

## Tło sytuacyjne
Od 1943 r. alianci zachodni opracowywali plan operacji wyzwolenia Norwegii o kryptonimie Apostle, która miała być przeprowadzona po kapitulacji Niemiec. Desygnowana do zadania Force 134, składała się z wojsk norweskich stacjonujących w Szkocji, a także kontyngentu brytyjskiego (początkowo 52 Dywizji Piechoty), kilku żołnierzy amerykańskich i około 12 tys. norweskich żołnierzy stacjonujących w neutralnej Szwecji. W razie potrzeby Naczelne Dowództwo Alianckich Sił Ekspedycyjnych mogło przerzucić dodatkowe wojska z Niemiec do Norwegii.
Operacja przeszła pod dowództwo Scottish Command, którym od 7 maja 1941 r. kierował gen. Andrew Thorne. Jednym z powodów powołania Thorne'a do Scottish Command było panujące w brytyjskich kręgach wojskowych przekonanie, jakoby Adolf Hitler bardzo szanował Thorne'a. Thorne spotkał Hitlera podczas służby, jako brytyjski attaché wojskowy w Berlinie w latach 1934–1935. Po rajdach komandosów brytyjskich na Norwegię w 1941 r. Hitler zarządził przerzucenie większych sił do Norwegii, a brytyjskie dowództwo miało nadzieję, że mianowanie Thorne'a na stanowisko szefa Scottish Command „skoncentruje uwagę führera na zagrożeniu, jakie [alianci] stanowili dla sił [niemieckich] w Skandynawii”. Thorne jednak podobno uważał swoje stanowisko za „wygnanie do Szkocji”.
Podczas planowania operacji Apostle rozważano dwa scenariusze. Pierwszy, znany jako „Rankin C (Norwegia)”, opierał się na założeniu, że wszystkie niemieckie siły okupujące Norwegię poddadzą się w ramach bezwarunkowej kapitulacji Niemiec. Drugi plan, znany jako „Rankin B”, zakładał, że Niemcy opuszczą tylko niektóre części Norwegii, aby wzmocnić swoje wojska stacjonujące w północno-zachodniej Europie przeciwko tamtejszym atakom aliantów i w tym scenariuszu Force 134 napotka ciężki niemiecki opór. Opracowanie planów wyzwolenia i przewrócenia administracji Norwegii było skomplikowane, ponieważ trudno było przewidzieć czy lądowaniom przeciwstawią się siły niemieckie oraz oszacować zakres szkód powstałych w wyniku bombardowań alianckich i niemieckiego sabotażu w ramach taktyki „spalonej ziemi”. W rezultacie plany na nową administrację norweską były szczegółowe i elastyczne.
Każdy z dwóch scenariuszy „Rankin” byłby trudny do zrealizowania dla Thorne'a, ponieważ wojska przydzielone do Force 134 były skąpe; od końca 1943 r. większość zasobów wojskowych była przeznaczana na kampanię w północno-zachodniej Europie. We wrześniu 1944 r. Thorne został nawet pozbawiony dowództwa nad 52 Dywizją Piechoty, dołączoną decyzją War Office do I Alianckiej Armii Powietrznodesantowej, która została przeznaczona do operacji Market Garden. Zamiast niej Thorne później otrzymał 1 Dywizję Powietrznodesantową pod dowództwem gen. Roberta Urquharta. Jednak z powodu ciężkich strat, jakich ta dywizja doznała w Market Garden, nie byłaby ona gotowa do walki przed 1 maja 1945 r. Aby wzmocnić swoje siły, Thorne musiałby polegać na Milorg, norweskim ruchu oporu. Planiści aliantów do spraw cywilnych utrzymywali bardzo bliski kontakt z rządem norweskim na uchodźstwie, który miał siedzibę w Londynie, a także z Milorgiem. W rezultacie pod koniec wojny ruch oporu intensywnie przygotowywał się do przybycia sił alianckich. 40 tys. żołnierzy podziemnej armii zostało uzbrojonych w brytyjską broń, a szkoliło ich i dowodziło nimi ponad 100 agentów Special Operations Executive, zrzuconych na spadochronach do Norwegii. W rezultacie Norwegowie byli przygotowani do zapobieżenia sabotażowi kluczowych centrów komunikacyjnych i innych ważnych obiektów przez wojska niemieckie, jeśli te będą stawiać opór siłom alianckim.

## Preludium

### Przygotowania aliantów
Na początku maja 1945 r. 1 Dywizja Powietrznodesantowa została wzmocniona, choć głównie niedoświadczonymi uzupełnieniami. 4 Brygada Spadochronowa została rozwiązana, a jej bataliony połączyły się z 1 Brygadą Spadochronową po bitwie o Arnhem. Brygada brytyjska została zastąpiona przez polską 1 Samodzielną Brygadę Spadochronową. Norweska kompania spadochronowa została również przyłączona do 1 Dywizji Powietrznodesantowej. Jednak 4 maja gen. Robert Urquhart otrzymał rozkaz wysłania polskiej brygady do Dunkierki i odłączenia brytyjskiej 1 Brygady od dywizji; jeden z jej batalionów został natychmiast przetransportowany do Danii w celu rozbrojenia stacjonujących tam jednostek niemieckich, a reszta Brygady miała pozostać w Wielkiej Brytanii jako formacja rezerwowa. Jednocześnie dywizja otrzymała komunikat, że wkrótce będzie przetransportowana drogą lotniczą do Norwegii, a Brygada SAS zostanie tymczasowo dołączona do dywizji w celu zastąpienia 1 Brygady Spadochronowej. Urquhart poinformował Thorne'a, że dywizja może być gotowa do relokacji w ciągu 48 godzin, czyli o wiele szybciej niż oczekiwali tego Thorne i jego współpracownicy. Po wejściu do Norwegii dywizja odpowiadałaby za utrzymywanie prawa i porządku na kontrolowanych obszarach, zapewnienie przestrzegania przez jednostki niemieckie warunków kapitulacji, zabezpieczenie, a następnie ochronę zdobytych lotnisk, oraz za zapobieżenie sabotażowi podstawowych struktur wojskowych i cywilnych. Aby to osiągnąć, dywizja miała składać się z trzech brygad: 1 Brygady Powietrznodesantowej,  Brygady SAS i Brygady Artylerii utworzonej ad hoc z pododdziałów dywizji.
1 Brygada Powietrznodesantowa miała wylądować w pobliżu stolicy Norwegii i zająć miasto wraz z innymi elementami Force 134. Dowódca brygady, bryg. R. H. Bower, zostałby Dowódcą Rejonu Oslo na czas trwania operacji w Norwegii. Oslo wybrano jako pierwszy cel akcji, ponieważ było stolicą Norwegii, a także centrum administracji norweskiej i okupacyjnej administracji niemieckiej. Natomiast Brygada Artylerii miała wylądować w Stavanger, a jej dowódca bryg. R.G. Loder-Symonds, zostać Dowódcą Rejonu Stavanger. Ze wszystkich norweskich lotnisk, do Stavanger było najbliżej z Wysp Brytyjskich, poza tym mogło się ono przydać się jako baza dla myśliwców RAF-u. Brygada SAS powinna wylądować również w Stavanger i przemieszczać się na południowy wschód, by zająć obszar wokół Kristiansand. Był to ważny port, z którego Royal Navy mogłaby przeczesywać otaczające wody w poszukiwaniu min. Transport dywizji został podzielony na cztery fazy do przeprowadzenia w ciągu czterech kolejnych dni. 8 maja piętnaście samolotów transportowych miało przewozić grupy piechoty na lotnisko w Gardermoen pod Oslo i na lotnisko Sola niedaleko Stavanger; ten etap miał się zakończyć wieczorem. W drugiej fazie, 9 maja siedemdziesiąt bombowców Handley Page Halifax miało przetransportować 1 Brygadę Powietrznodesantową i elementy 1 Dywizji Powietrznodesantowej na oba lotniska, a kolejne siedemdziesiąt sześć Dakot C-47 wyładować Brygadę Artylerii w Sola. 10 maja, w trzeciej fazie, pod Stavanger miała wylądować Brygada SAS, a w ostatnim dniu, 11 maja, na obu lotniskach miały zostać wyładowane zapasy i pojazdy. Zanim dywizja zaczęła lądować w Norwegii, specjalnie wybrani przedstawiciele aliantów zwani „Heroldami” towarzyszyli już niemieckiej misji dyplomatycznej w Norwegii; dopiero po zasygnalizowaniu przez nich, że na lotniskach można lądować, pierwsze samoloty transportowe miały wystartować z Wielkiej Brytanii.

### Przygotowania Niemców
Po wybuchu wojny lapońskiej na początku września 1944 r. siły niemieckie rozpoczęły stopniowe wycofywanie się do najbardziej wysuniętych na północ obszarów Finlandii w ramach operacji Birke. Gdy wartość regionu Petsamo spadła z powodu zagrożenia ofensywą sowiecką, Niemcy na początku października 1944 r. podjęli decyzję o opuszczeniu Finlandii i większości północnej Norwegii, rozpoczynając operację Nordlicht, odwrót na przygotowane pozycje w Lyngen. Operacja Nordlicht zakończyła się na początku stycznia 1945 r., a w rękach niemieckich pozostało tylko kilka kilometrów kwadratowych terytorium Finlandii i kilka odizolowanych garnizonów w norweskim Finnmarku. Armia Czerwona zajęła wschodni Finnmark, a rząd sowiecki poprosił o lądowanie aliantów zachodnich, aby ich wspierać. Przeznaczona do tego mogła wtedy zostać tylko jedna kompania norweskiej piechoty górskiej, chociaż rządy brytyjski i norweski zapewniły dostawy żywności dla ludności cywilnej na tym obszarze. Z powodu niepowodzenia ostatniej ofensywy na Ardenach i faktu, że kilka nowych typów okrętów podwodnych było gotowych do użycia, pozycje niemieckie w Norwegii zyskały na wartości dla adm. Karla Dönitza, naczelnego dowódcy Kriegsmarine, jako sposób na kontynuowanie operacji okrętów podwodnych przeciwko aliantom. Interesowały one również Adolfa Hitlera, który odrzucił prośby gen. Heinza Guderiana o wycofanie dywizji z Norwegii w celu wykorzystania ich do obrony Niemiec, a także postulaty gen. Böhme w marcu, że północna Norwegia powinna zostać porzucona, a budowa baz dla okrętów podwodnych powinna zostać wstrzymana z powodu braku materiałów. Hitler obawiał się, że wycofanie sił może skłonić neutralną Szwecję do przystąpienia do wojny po stronie aliantów oraz że opuszczenie północnej Norwegii zagrozi bazom okrętów podwodnych w południowych częściach tego kraju. Do ostatnich dni wojny Dönitz uważał, że Norwegia powinna być utrzymywana dla okrętów podwodnych operujących przeciwko okrętom alianckim, a 3 maja dowództwo Kriegsmarine poinformowało załogi U-Bootów, że nawet gdyby Niemcy zostały podbite, okręty podwodne nadal będą wypływały z Norwegii. Dopiero 4 maja Oberkommando der Wehrmacht wydało rozkazy, aby wszyscy żołnierze niemieccy w Norwegii unikali działań, które mogłyby sprowokować siły alianckie.
W maju 1945 r. wszystkie wojska niemieckie w Norwegii znalazły się pod dowództwem 20 Armii Górskiej, która wchłonęła Armię „Norwegen”. 18 grudnia 1944 r. dowodził nią gen. Franz Böhme, który w styczniu 1945 r. na stanowisku dowódcy sił zbrojnych w Norwegii zastąpił gen. Lothara Rendulica. Na początku maja Böhme poinformował Dönitza, który po śmierci Hitlera został nowym Prezydentem Niemiec, że na siły niemieckie w Norwegii składa się jedenaście dywizji i pięć brygad. W sumie Niemcy dysponowali siłą od 350 tys. do 380 tys. żołnierzy. W bazach morskich w Norwegii stacjonowało również kilkadziesiąt U-Bootów, w tym 10 modeli typu XXI i 17 modeli typu XXIII. Pomimo że siły alianckie wkroczyły do Niemiec, a plotki i spekulacje na temat możliwej inwazji na Norwegię były powszechne, 20 Armia Górska funkcjonowała prawie w trybie pokojowym; gen. Böhme skarżył się w styczniu, że w jego armii były pewne jednostki, które brały na niedzielę urlop i że niewiele mógł zrobić, aby temu zapobiec.

## Operacja

### Lądowanie

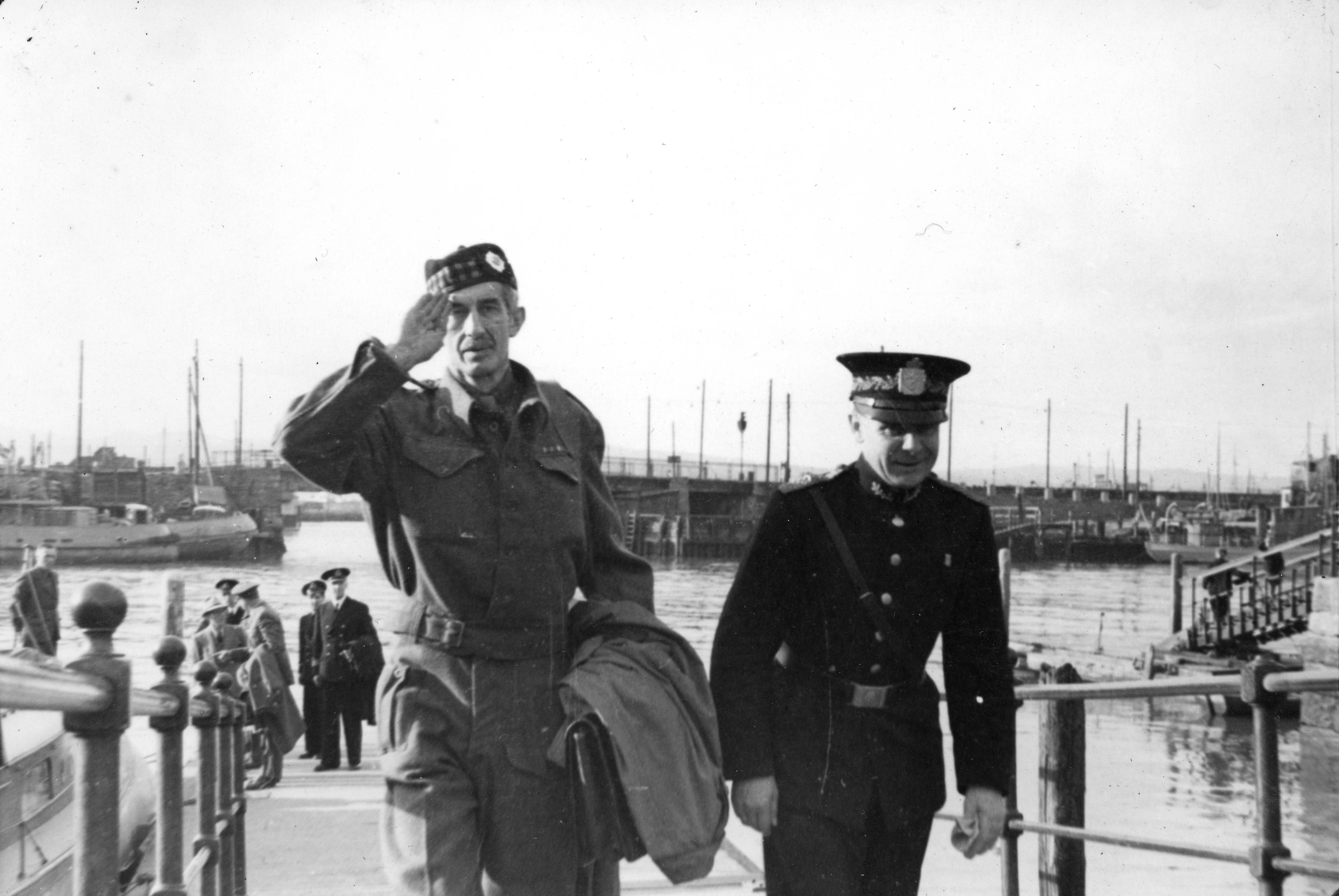
Pierwszy szkocki oficer piechoty przybywa do Trondheim (Ravnkloa), witany przez szefa miejscowej norweskiej policji Erlinga Østerberga, 16 maja 1945 r.

We wczesnych godzinach rannych 7 maja 1945 r. adm. Dönitz wydał rozkaz bezwzględnej kapitulacji wszystkich niemieckich sił zbrojnych, a 8 maja akt bezwarunkowej kapitulacji III Rzeszy został dostarczony gen. Böhme. Niemcy mieli wycofać się ze wszystkich norweskich miast i granicy szwedzkiej oraz stopniowo przemieszczać się do wyznaczonych stref rozbrojenia; jednocześnie wszyscy wyżsi urzędnicy partii nazistowskiej i funkcjonariusze SS mieli zostać natychmiast aresztowani. Force 134 była znacznie mniejsza niż siły, które kazano jej rozbroić; w sumie 30 tys. żołnierzy alianckich miało nadzorować rozbrojenie ponad 350 tys. żołnierzy niemieckich. Zaistniały obawy, że siły niemieckie mogą odmówić poddania się i przeciwstawić się siłom alianckim, a szczególnie obawiano się tego, co może zrobić liczny personel Kriegsmarine w porcie Trondheim.
Chociaż pierwsza faza operacji została zaplanowana na 8 maja, nie otrzymano żadnych wiadomości od „Heroldów”, dlatego operacja Doomsday została przełożona o 24 godziny. Kontakt został pomyślnie nawiązany 9 maja, a pierwsze oddziały Force 134 przybyły do Norwegii, aby rozpocząć wyzwalanie kraju, w tym pierwsze elementy 1 Dywizji Powietrznodesantowej i norweskiej kompanii spadochronowej. Wszystkie samoloty transportowe należące do pierwszej fali, z wyjątkiem jednego, wystartowały i wylądowały w Norwegii bez żadnych incydentów. Faza II została przyspieszona, aby zrekompensować opóźnienie, a samoloty miały opuścić Wielką Brytanię pomiędzy 2:00 w nocy a 13:30. Jednak po 7:00 rano zła pogoda nad Oslo spowodowała, że wiele samolotów transportowych kierujących się na lotnisko Gardermoen powróciło do Wielkiej Brytanii, chociaż wszystkie lecące do Stavanger wylądowały z powodzeniem. Pod Oslo kilka maszyn rozbiło się przy próbie lądowania, a jedna została zgłoszona jako zaginiona. Pozostałe samoloty wystartowały ponownie 11 maja, jeden rozbił się przy starcie, a drugi zaginął. Z dwóch zaginionych do tej pory maszyn, okazało się, że jedna wylądowała na innym, podrzędnym lotnisku w Norwegii, ale druga rozbiła się, zabijając wszystkich pasażerów, w tym wicemarszałka lotnictwa Jamesa Scarlett-Streatfeilda. Samoloty przypisane do następnych dwóch faz nie poniosły już żadnych strat, chociaż wiele z nich również zostało opóźnionych z powodu niesprzyjającej pogody nad norweskimi lotniskami. 1 Dywizja Powietrznodesantowa odnotowała śmierć jednego oficera i trzydziestu trzech żołnierzy niższych rangą, a jeden człowiek został ranny, natomiast z personelu Royal Air Force sześciu lotników zginęło, a siedmiu odniosło rany. Wszystkie te straty miały miejsce po ogłoszeniu kapitulacji Niemiec.

### Działania policyjne

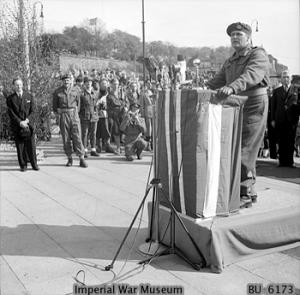
Książę Olaf przemawiający do tłumu Norwegów w wyzwolonym Oslo w towarzystwie gen. Roberta Urquharta

Pierwotny plan działań dywizji przewidywał, że dwa bataliony powietrznodesantowe przemaszerują przez Oslo 10 maja, ale opóźnienie oznaczało, że przed upływem tego terminu przybyło zaledwie kilku żołnierzy. Zamiast tego dwa plutony z 2. batalionu Pułku South Staffordshire i czterech żandarmów na motocyklach towarzyszyło gen. Urquhartowi, który poruszał się zdobycznym niemieckim samochodem sztabowym. Żołnierze, choć nieco zdenerwowani z uwagi na niewielką liczebność swojej grupy, zostali entuzjastycznie powitani przez ludność norweską w Oslo. Jedyny opór stawili kapitanowie kilku załóg U-Bootów w Trondheim, którzy odmawiali poddania się. Poza tym 1 Dywizja Powietrznodesantowa nie napotkała żadnych problemów ze strony żołnierzy niemieckich w Norwegii, którzy w pełni współpracowali z rozbrajającymi ich siłami brytyjskimi. Pozwolili przenieść się do obozów przejściowych, a także pomagali w oczyszczeniu licznych pól minowych, które rozstawili w latach okupacji, co spowodowało kilka ofiar niemieckich.
Do przybycia innych oddziałów Force 134, a także Dowództwa Sił Sprzymierzonych w Norwegii, gen. Urquhart i jego sztab mieli pełną kontrolę nad wszystkimi działaniami w Norwegii. Oznaczało to, że to Urquhart powitał księcia Norwegii Olafa oraz trzech ministrów reprezentujących rząd Norwegii, kiedy przybyli oni na pokładzie krążownika Royal Navy, a dywizja wzięła również udział w uroczystościach podczas powrotu króla Haakona VII do swego kraju z uchodźstwa. Inne obowiązki dywizji obejmowały aresztowanie zbrodniarzy wojennych, upewnienie się, że żołnierze niemieccy zostali zamknięci w obozach przejściowych, a przy pomocy żołnierzy wojsk inżynieryjnych z Royal Engineers oczyszczenie budynków z min i innych pułapek. Prowadzono także działania na płaszczyźnie symbolicznej, takie jak palenie hitlerowskich książek propagandowych. Spadochroniarzy zobowiązano również do udzielenia pomocy personelowi alianckiemu, który do czasu kapitulacji Niemiec przebywał w Norwegii w charakterze jeńców wojennych, z których wielu było obywatelami Związku Sowieckiego. Ponad 80 tys. wyzwolonych jeńców sowieckich potrzebowało pomocy medycznej z powodu nieludzkich warunków panujących w obozach, w których zostali uwięzieni. Kiedy 30 czerwca odbyła się parada z okazji wyzwolenia Norwegii, wielu Sowietów wzięło w niej udział w mundurach z naszytymi przez nich samych czerwonymi gwiazdami. W czasie trwania operacji około 400 spadochroniarzy pod dowództwem mjr. Fredericka Gougha zostało przeniesionych do Holandii, gdzie wzięli udział w zdjęciach do filmu dokumentalnego na temat bitwy o Arnhem pt. Ich jest chwała (ang. Theirs Is the Glory).

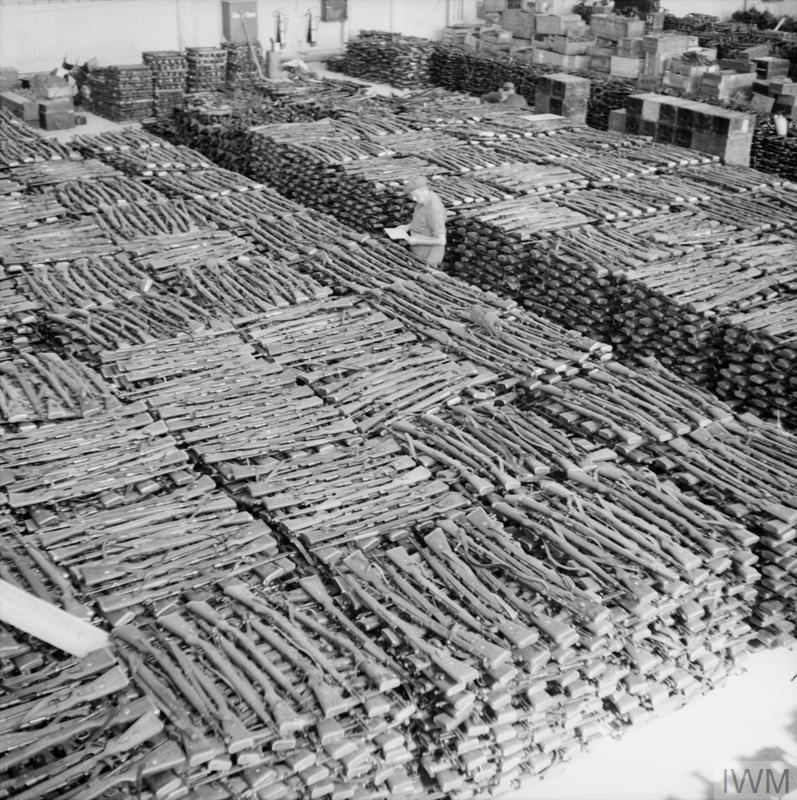
Tymczasowy magazyn na lotnisku Sola pod Stavanger, w którym znajduje się około 30 tys. karabinów Kar 98k złożonych przez siły niemieckie w Norwegii po ich kapitulacji

Norweski ruch oporu w pełni współpracował z 1 Dywizją Powietrznodesantową, często zapewniając łączników i pełniąc obowiązki wartownicze, a cała ludność Norwegii ciepło powitała oddziały alianckie. Siły brytyjskie początkowo kontrolowały tylko Oslo, Stavanger i Kristiansand, a lokalne władze norweskie przejmowały od Niemców kontrolę nad resztą kraju. Ruch oporu pomógł również dywizji odkryć los żołnierzy 1 Dywizji Powietrznodesantowej przydzielonych do operacji Freshman, nieudanej próby sabotowania w listopadzie 1942 r. elektrowni wodnej Norsk Hydro w Vemork, która produkowała ciężką wodę na potrzeby niemieckiego programu atomowego. Do operacji przydzielono dwa szybowce, z których obydwa rozbiły się po odczepieniu linki przez holujący je samolot silnikowy. Żołnierze, którzy przeżyli katastrofę, zostali straceni wkrótce po schwytaniu. Chociaż miejscowa ludność norweska nie była w stanie zapobiec egzekucji więźniów, później odzyskała ich ciała i pochowała je w oznaczonych grobach. Po swoim przybyciu 1 Dywizja Powietrznodesantowa została poinformowana o losie uczestników operacji i współpracowała z rządem norweskim w celu wzniesienia pomnika, a poległych żołnierzy pochowano z pełnymi honorami wojskowymi w Stavanger i Oslo.

### Reakcja sił sowieckich
Wojska sowieckiej 14 Armii wspierane przez okręty Floty Północnej wyzwoliły Finnmark spod okupacji niemieckiej w ramach operacji petsamsko-kirkeneskiej w październiku 1944 roku. Mogły one stacjonować w północnej Norwegii zgodnie z umową zawartą przez rządy ZSRS, Norwegii, Wielkiej Brytanii i USA 17 marca 1944 roku. Po rozpoczęciu operacji Doomsday przez aliantów zachodnich Armia Czerwona zachowała się biernie: nie wzięła udziału, ani też nie przeszkadzała w rozbrajaniu sił niemieckich. 25 września 1945 r. sowieckie oddziały wycofały się z Norwegii na swoją stronę granicy i pokojowo przekazały terytoria Finnmarku administracji norweskiej.

## Następstwa

### Zakończenie operacji

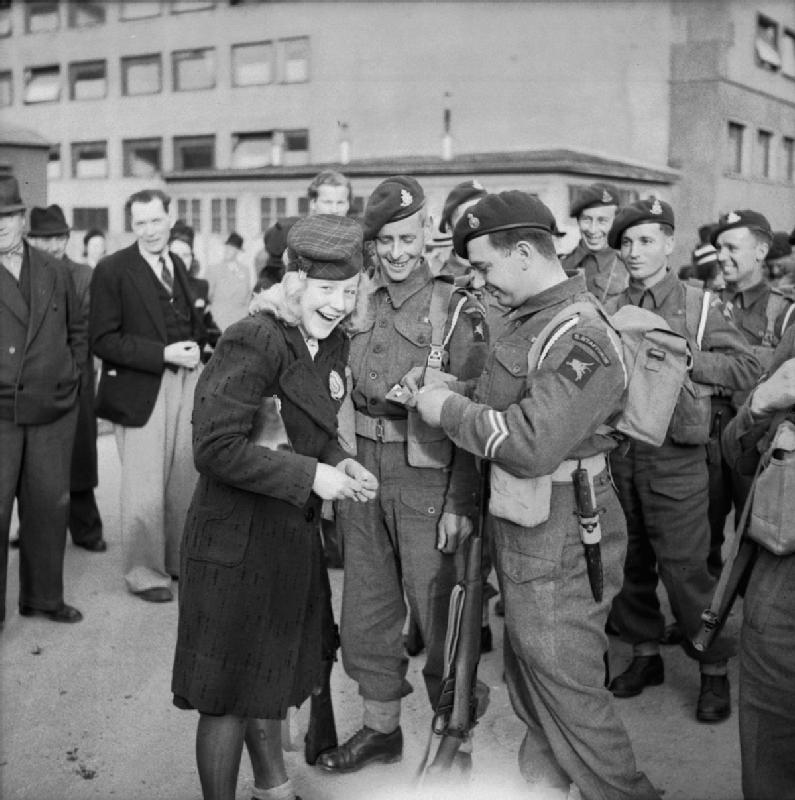
Norweska dziewczyna z żołnierzami brytyjskiego Pułku South Staffordshire w Oslo, 13 maja 1945 r.

Pozostałe oddziały Force 134 weszły do Norwegii do końca maja, stopniowo wzmacniając siły powietrznodesantowe. 10 maja ze Szwecji zaczęło napływać 12 tys. żołnierzy norweskich sił policyjnych, złożonych głównie z młodych Norwegów, którzy uciekli do sąsiedniego kraju po przegranej kampanii 1940 roku. Gen. Andrew Thorne przybył wraz z resztą swojej kwatery głównej w dniu 13 maja i objął stanowisko naczelnego dowódcy Sojuszniczych Sił Wyzwolenia. W ciągu najbliższych dwóch tygodni przybyły kolejne elementy Force 134, w tym amerykański pułk, norweska brygada i dwie brytyjskie brygady piechoty złożone z obsług dział przeciwlotniczych przeszkolonych jako piechota, którzy zastąpili Brygadę SAS. Gen. Thorne był de facto szefem rządu Norwegii do 7 czerwca, kiedy powrócił król Haakon, a od tego czasu aż do swojego odejścia pod koniec października był naczelnym dowódcą wszystkich sił zbrojnych w Norwegii.
1 Dywizja Powietrznodesantowa stacjonowała w Norwegii do końca lata. Wróciła do Wielkiej Brytanii pod koniec sierpnia, a jej personel został wysłany na urlop. Początkowe plany wzywały do wykorzystania dywizji jako Imperialnej Rezerwy Strategicznej, ponieważ uważano, że 6 Dywizja Powietrznodesantowa będzie potrzebna do walki na Dalekim Wschodzie; jednak kiedy Japonia poddała się w sierpniu, plany przeniesienia jednostki stały się bezcelowe. Stwarzało to problem, ponieważ istniały dwie dywizje powietrznodesantowe, ale tylko jedna została uwzględniona w etatach powojennej regularnej armii brytyjskiej. Chociaż tradycja starszeństwa wymagała rozwiązania 6 Dywizji Powietrznodesantowej jako młodszej formacji, 1 Dywizja Powietrznodesantowa wciąż nie odzyskała zdolności do działania po stratach zadanych jej w operacji Market Garden i nie była w pełni wyszkolona. W związku z tym spędziła kolejne dwa miesiące na szkoleniu i przenoszeniu pododdziałów do 6 Dywizji Powietrznodesantowej, a następnie została rozwiązana 15 listopada 1945 roku.

### Konsekwencje polityczne
Tuż po wylądowaniu wojsk brytyjskich w Norwegii, 9 maja 1945 r. premier kolaboracyjnego rządu Vidkun Quisling wraz z kilkoma ministrami dobrowolnie oddali się w ręce policji w Oslo. 24 października 1945 r. Quisling został stracony na mocy wyroku norweskiego sądu za zdradę stanu i masowe morderstwa.
Operacja Doomsday przyczyniła się do zacieśnienia relacji norwesko-brytyjskich, ale też do politycznego uzależnienia Norwegii od Wielkiej Brytanii w okresie powojennym. 5 listopada 1945 r. ministrem obrony Królestwa Norwegii został Jens Christian Hauge, bojownik norweskiego ruchu oporu i pracownik brytyjskiej tajnej agencji SOE. Jego nominację uprzednio zatwierdził generał British Army Andrew Thorne, w porozumieniu z norweskim ministrem spraw zagranicznych Trygvenem Lie. Wiosną 1946 r. powołano do życia Instytut Badań Obronnych (nor. Forsvarets forskningsinstitutt), mający zajmować się prowadzeniem badań nad siłami zbrojnymi i obronnością Norwegii, w skład którego początkowo wchodzili głównie norwescy naukowcy pracujący w czasie II wojny światowej dla służb brytyjskich. 14 maja 1946 r. parlament Norwegii, przychylając się do propozycji Hauge'a, zdecydował o wysłaniu do okupowanych Niemiec norweskiej jednostki wojskowej, Niezależnej Norweskiej Grupy Brygadowej (nor. Tysklandsbrigaden), która stacjonowała w brytyjskiej strefie okupacyjnej.

### Upamiętnienie
Rocznica rozpoczęcia operacji Doomsday jest do dziś świętowana w Norwegii jako Dzień Wyzwolenia (nor. Frigjøringsdagen). Choć nie ma oficjalnie statusu święta państwowego, od 1962 r. istnieje niepisany zwyczaj wywieszania tego dnia flag państwowych na budynkach użyteczności publicznej oraz domach prywatnych. Miejsce katastrofy brytyjskiego samolotu, który rozbił się pod Gardemoen na początkowym etapie operacji Doomsday, jest wciąż pielęgnowane przez Norwegów, chociaż ciała poległych zostały pół roku po tragedii przeniesione na cmentarz w Oslo. W 2012 r. w miejscu katastrofy umieszczono pamiątkową tablicę w językach norweskim i angielskim.